# Torneo de Sofía 2023
El Sofia Open 2023 fue un evento de tenis de la ATP Tour 250 serie. Se disputó en Sofía, Bulgaria en el Arena Armeets desde el 6 hasta el 11 de noviembre de 2023.Se organizó debido a la cancelación del Torneo de Tel Aviv por el conflicto israelí-palestino de 2023.

## Distribución de puntos
| Modalidad            | Campeón | Finalista | Semifinales | Cuartos de final | 2ª ronda | 1ª ronda | Clasificados | 2ª ronda de clasificación | 1ª ronda de clasificación |
| Individual masculino | 250     | 165       | 100         | 50               | 25       | 0        | 13           | 7                         | 0                         |
| Dobles masculino     | 250     | 150       | 90          | 45               | 20       | 0        | -            | -                         | -                         |

## Cabezas de serie

### Individuales masculino
| Tenista            | Ranking | Preclasificado |
| Lorenzo Musetti    | 22      | 1              |
| Adrian Mannarino   | 25      | 2              |
| Jan-Lennard Struff | 27      | 3              |
| Sebastián Báez     | 29      | 4              |
| Alexei Popyrin     | 39      | 5              |
| Max Purcell        | 43      | 6              |
| Sebastian Ofner    | 44      | 7              |
| Márton Fucsovics   | 52      | 8              |
| Miomir Kecmanović  | 53      | 9              |

- Ranking del 30 de octubre de 2023.[3]

### Dobles masculino
| Tenistas                          | Ranking | Preclasificado |
| Sander Gillé Joran Vliegen        | 50      | 1              |
| Nathaniel Lammons Jackson Withrow | 51      | 2              |
| Julian Cash Nikola Mektić         | 80      | 3              |
| Alexander Erler Lucas Miedler     | 83      | 4              |

## Campeones

### Individual masculino
Adrian Mannarino venció a  Jack Draper por 7-6(8-6), 2-6, 6-3

### Dobles masculino
Gonzalo Escobar /  Aleksandr Nedovyesov vencieron a  Julian Cash /  Nikola Mektić por 6-3, 3-6, [13-11]